# سنية غومة
سنية غومة هي سياسية ليبية 
، عضو مؤسس في تحالف القوى الوطنية، وناشطة سياسية مقيمة في طرابلس.

## سيرة ذاتية
ولدت سنية في مدينة طرابلس، ليبيا عام 1970م وهي من سكان حي الأندلس بطرابلس و تنتمي إلى عائلة أمازيغية من مدينة يفرن في جبل نفوسة. لقد حصلت على البكالوريوس في الاقتصاد والعلوم السياسية من جامعة طرابلس ورسالة الماجستير في تقييم الأداء من جامعة أم درمان الحكومية بالسودان. قامت سنية غومة بتنظيم العديد من ورش العمل والدورات التدريبية في مجال التحول الديمقراطي.  عرفت سنية أيضا بنشاطها في مجال حقوق المرأة الليبية.